# Лебяжинский сельсовет (Астраханская область)
Лебяжинский сельсовет — упразднённое сельское поселение в составе Камызякского района Астраханской области, Российская Федерация. С 2017 присоединен к Образцово-Травинскому сельсовету. Административный центр — село Лебяжье.

## История
Законом Астраханской области от 5 сентября 2017 года № 46/2017-ОЗ, Лебяжинский, Образцово-Травинский и Полдневский сельсоветы были объединены в Образцово-Травинский сельсовет с административным центром в селе Образцово-Травино.

## География
Сельский совет расположен в южной части района, граничит с землями Уваринского, Караулинского и Образцово-Травинского сельсоветов. По территории сельсовета протекают протоки дельты Волги: Каныча, Луковка, Вертячка, Никитинский банк.
Описание границ сельсовета
Граница  начинается от ерика Днищево, далее она идёт в северном направлении на протяжении 1 км, поворачивает на северо-восток и идёт так 800 м до ерика Дресвянный, поворачивает на юг и идёт по середине ерика Дресвянный на протяжении 2005 м, далее идёт в северо-восточном направлении на протяжении 3 км до реки Каныча, по её середине на север 4 км, поворачивает на северо-восток до реки Вертячка на протяжении 2 км, идёт по середине реки Вертячка до реки Никитинский Банк, по её середине на юг до безымянного ерика на протяжении 14 км, по его середине в северо-западном направлении до ерика Кривой и далее до реки Луковка. Затем граница идёт по середине реки Луковка в северо-западном направлении до ерика Днищево, и по его середине до первоначальной точки. От села Лебяжье до районного центра г. Камызяка расстояние составляет 40 км. До областного центра — 65 км. Населённый пункт с. Лебяжье расположен вдоль реки Кизань и Вертячка. Пос. Октябрьский расположен вдоль реки Каныча.

## Население
| 2010 | 2012 | 2013 | 2014 | 2015 | 2016 | 2017 |
| ---- | ---- | ---- | ---- | ---- | ---- | ---- |
| 953  | ↗970 | ↘956 | ↗960 | ↗970 | ↘956 | ↗957 |

## Состав
В состав сельсовета входили 2 населённых пункта
| № | Населённый пункт | Тип населённого пункта       | Население |
| - | ---------------- | ---------------------------- | --------- |
| 1 | Лебяжье          | село, административный центр | ↘732      |
| 2 | Октябрьский      | посёлок                      | ↘221      |

## Хозяйство
Ведущая отрасль хозяйства — сельское хозяйство, представлено 2 крестьянско-фермерскими хозяйствами и 1 сельскохозяйственным предприятием. В структуре угодий наибольшую площадь занимают пастбища (46,5 %), пашня (29,7 %) и сенокосы (23,8 %). Животноводство — разведение крупного рогатого скота, свиней, овец, коз, лошадей и птиц, основная продукция — мясо, молоко, шерсть и яйца. Растениеводство — выращивание овощей, картофеля и кормовых трав. Развито рыболовство.
Среди учреждений социальной сферы в центре сельсовета действуют фельдшерско-акушерский пункт, средняя школа на 150 мест, сельская библиотека, дом культуры на 150 мест. Действуют 3 магазина и столовая.
Транспорт в сельсовете представлен автодорогой от села Образцово-Травино и судоходной рекой Кизань.